# Google Meet
Google Meet é um serviço de comunicação por vídeo desenvolvido pelo Google.
É um dos dois serviços que substituem a versão anterior do Google Hangouts, o outro é o Google Chat. 
Depois que um aplicativo iOS foi publicado em fevereiro de 2017 apenas por convite e em silêncio, o Google Meet começou oficialmente em março de 2017. O serviço foi apresentado como um aplicativo de videoconferência para até 30 participantes, descrito como uma versão comercial do Google Hangouts. No início, ele tinha um aplicativo da Web, um aplicativo Android e um aplicativo iOS.
Em 29 de abril de 2020, o Google anunciou a disponibilização gratuita do Google Meet a todos os usuários a partir de maio. Na versão gratuita, as videoconferências ficarão limitadas a 60 minutos a partir de setembro de 2020 - supondo que a necessidade de análises de vídeos devido à pandemia de coronavírus diminua. De janeiro de 2020 a abril, houve um aumento de trinta vezes no uso diário do Meet. Em março, três bilhões de minutos de videoconferência via Meet ocorreram todos os dias e três milhões de novos usuários foram adicionados todos os dias. No final de abril, o número de participantes diários em videoconferência excedeu a marca de 100 milhões.
No dia 6 de Outubro de 2020, a remodelação do G Suíte (atual Google Workspace) culminou na alteração da logomarca do Google Meet, assim como a da maioria dos aplicativos da Google.
Características incluem:

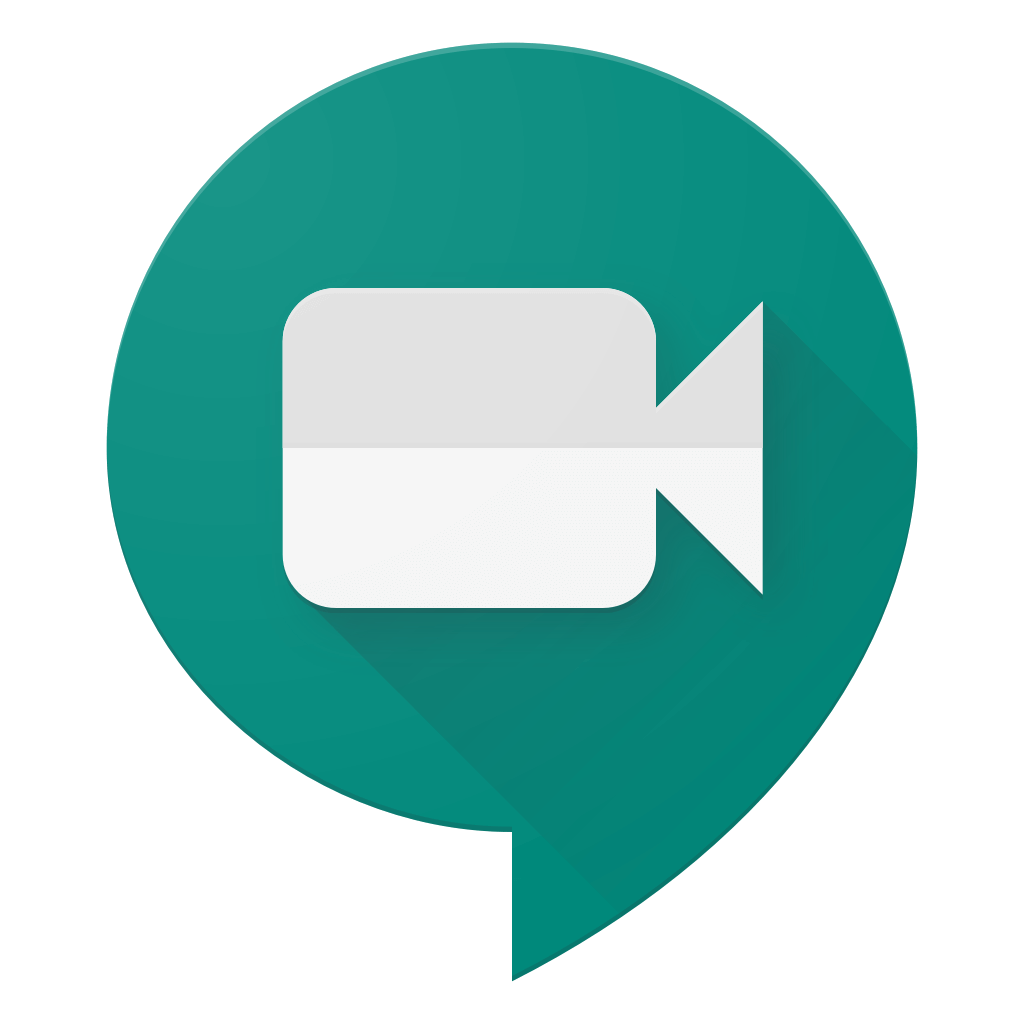
Logo do Google Meet utilizada entre março de 2017 e outubro de 2020.

- Até 16 participantes por chamada com foto e até 100 participantes sem foto para usuários da versão gratuita, até 150 para usuários do Google Workspace Business Standart e até 250 para usuários do Google Workspace Business Plus e Enterprise;
- Possibilidade de participar de reuniões pela Web ou por meio do aplicativo Android ou iOS;
- Possibilidade de convocar reuniões usando um número de discagem;
- Números de discagem protegidos por senha para usuários do Google Workspace Enterprise;
- Integração com um clique ao Google Agenda para reuniões;
- Compartilhamento de tela para apresentação de documentos, planilhas ou apresentações;
- Chamadas criptografadas entre todos os usuários;
- Legendagem gerada por IA em tempo real;
- Para usuários gratuitos, as sessões (após setembro de 2020) são limitadas a 60 minutos

Todos os participantes devem ter uma conta do Google.
Enquanto o Google Meet introduziu os recursos acima para atualizar o aplicativo Google Hangouts original, alguns recursos padrão do Google Hangouts foram redesenhados, incluindo a exibição de participantes e bate-papo ao mesmo tempo.
O Google Meet é um aplicativo de videoconferência baseado em padrões que usa protocolos proprietários para transcodificação de vídeo, áudio e dados. O Google fez parceria com a Pexip para garantir a interoperabilidade entre o protocolo do Google e os protocolos SIP / H.323 baseados em padrões e para permitir a comunicação entre o Meet e outros dispositivos e software de videoconferência. 